# Koytendag
Koytendag (en turcomano: Köýtendag), conocida hasta 1999 como Charshangi (en turcomano: Çarşaňňy; en ruso: Чаршанга), es una ciudad de Turkmenistán, capital del distrito de Koytendag en la provincia de Lebap. 

## Toponimia
El nombre es un compuesto de Koyten más la palabra turcomana dag ("montaña"). Köýten es a su vez una versión turquificada del compuesto persa Kuhi tang (con kuhi, "montaña" y tang - "estrecha"). El nombre anteriormente se aplicaba tanto al valle como a las montañas. Según Atanyyazow, Charshangi es el nombre de una tribu turcomana.

## Geografía
Koytendag se encuentra a una altitud de 265 metros a orillas del río Amu-Daria, que forma la frontera con la provincia de Yauzyán (Afganistán) y la ciudad afgana de Qarquin está en el lado opuesto del río. Las llanuras que rodean el río son bastante planas y cerca del río, la tierra es bastante fértil y cultivable, lo que sustenta algo de agricultura, pero más lejos del río, la tierra es árida. 
Al noreste se eleva la cordillera de Koytendag, incluida la montaña más alta de Turkmenistán, Ayryibaba (3.138 m).

### Clima
Koytendag tiene un clima desértico cálido (BWh en la clasificación climática de Köppen), con inviernos frescos y veranos muy calurosos. Las precipitaciones son generalmente escasas y erráticas, y se producen principalmente en invierno y otoño. 
| Parámetros climáticos promedio de Koytendag | Parámetros climáticos promedio de Koytendag | Parámetros climáticos promedio de Koytendag | Parámetros climáticos promedio de Koytendag | Parámetros climáticos promedio de Koytendag | Parámetros climáticos promedio de Koytendag | Parámetros climáticos promedio de Koytendag | Parámetros climáticos promedio de Koytendag | Parámetros climáticos promedio de Koytendag | Parámetros climáticos promedio de Koytendag | Parámetros climáticos promedio de Koytendag | Parámetros climáticos promedio de Koytendag | Parámetros climáticos promedio de Koytendag | Parámetros climáticos promedio de Koytendag |
| Mes                                         | Ene.                                        | Feb.                                        | Mar.                                        | Abr.                                        | May.                                        | Jun.                                        | Jul.                                        | Ago.                                        | Sep.                                        | Oct.                                        | Nov.                                        | Dic.                                        | Anual                                       |
| ------------------------------------------- | ------------------------------------------- | ------------------------------------------- | ------------------------------------------- | ------------------------------------------- | ------------------------------------------- | ------------------------------------------- | ------------------------------------------- | ------------------------------------------- | ------------------------------------------- | ------------------------------------------- | ------------------------------------------- | ------------------------------------------- | ------------------------------------------- |
| Temp. máx. abs. (°C)                        | 26.0                                        | 29.4                                        | 34.8                                        | 39.6                                        | 43.5                                        | 49.0                                        | 48.0                                        | 49.0                                        | 41.6                                        | 36.7                                        | 34.1                                        | 27.0                                        | '                                           |
| Temp. máx. media (°C)                       | 10.2                                        | 12.7                                        | 18.7                                        | 26.2                                        | 32.1                                        | 38.0                                        | 39.5                                        | 37.8                                        | 32.6                                        | 25.6                                        | 18.1                                        | 12.3                                        | 25.3                                        |
| Temp. media (°C)                            | 5.2                                         | 7.6                                         | 13.1                                        | 20.1                                        | 25.5                                        | 30.7                                        | 32.1                                        | 29.7                                        | 24.2                                        | 17.7                                        | 11.5                                        | 7.0                                         | 18.7                                        |
| Temp. mín. media (°C)                       | 0.7                                         | 2.5                                         | 7.6                                         | 13.7                                        | 18.2                                        | 22.4                                        | 23.7                                        | 21.0                                        | 15.5                                        | 9.9                                         | 5.3                                         | 2.3                                         | 11.9                                        |
| Temp. mín. abs. (°C)                        | -20.6                                       | -14.0                                       | -5.4                                        | 0.2                                         | 4.4                                         | 8.0                                         | 7.7                                         | 10.0                                        | 4.0                                         | -5.1                                        | -8.0                                        | -15.7                                       | '                                           |
| Precipitación total (mm)                    | 15.4                                        | 9.2                                         | 22.9                                        | 15.3                                        | 12.3                                        | 0.4                                         | 3.2                                         | 1.5                                         | 6.6                                         | 6.9                                         | 6.8                                         | 21.8                                        | 122.3                                       |
| Días de precipitaciones (≥ 0.1 mm)          | 7.8                                         | 8.9                                         | 6.0                                         | 3.8                                         | 1.8                                         | 0.4                                         | 0.0                                         | 0.0                                         | 0.3                                         | 1.6                                         | 5.1                                         | 6.8                                         | 42.5                                        |
| Humedad relativa (%)                        | 69.9                                        | 63.0                                        | 51.6                                        | 45.6                                        | 35.0                                        | 25.6                                        | 24.8                                        | 27.0                                        | 32.1                                        | 41.5                                        | 58.9                                        | 70.0                                        | 45.4                                        |
| Fuente: climatebase.ru                      |                                             |                                             |                                             |                                             |                                             |                                             |                                             |                                             |                                             |                                             |                                             |                                             |                                             |

## Historia
El 29 de diciembre de 1999, mediante la Resolución Parlamentaria No. HM-61, la ciudad y el distrito de Charshangi pasaron a llamarse Koytendag. El 27 de julio de 2016, mediante Resolución Parlamentaria No. 425-V, la ciudad de Koytendag pasó a ser "ciudad en un distrito".

## Demografía
| 647                                    | 4057 | 5741 | 7569 | 8654 |
| (Fuente: Censo soviético de 1959-1989) |      |      |      |      |

## Infraestructura

### Transporte
La autopista P-37 conecta la ciudad con Kerki al oeste y la frontera con Uzbekistán al este. Koytendag se encuentra en un ramal del ferrocarril transcaspio que va desde Samarcanda (Uzbekistán), atraviesa el extremo este de Turkmenistán y luego regresa a Uzbekistán por Termez y finalmente a Dusambé en Tayikistán. Koytendag es una de las tres estaciones de esta línea en Turkmenistán (junto con Amidaryia y Mukri), conectada a la red ferroviaria de Turkmenistán en el cruce de Kerki.